# 10749 Musäus
(10749) Musaus, denumire internațională (10749) Musäus, este un asteroid din centura principală de asteroizi.

## Descriere
10749 Musäus este un asteroid din centura principală de asteroizi. A fost descoperit pe 6 aprilie 1989 la Tautenburg de Freimut Börngen. Asteroidul prezintă o orbită caracterizată de o semiaxă mare de 2,40 ua, o excentricitate de 0,13 și o înclinație de 3,8° în raport cu ecliptica.